# Iwan Kabalin
Iwan Andriejewicz Kabalin (ros. Иван Андреевич Кабалин, ur. 10 czerwca 1923 we wsi Aleksandrowka w rejonie komsomolskim w Czuwaszji, zm. 15 listopada 1982 w Kanaszu) – radziecki wojskowy, młodszy porucznik, Bohater Związku Radzieckiego (1944).

## Życiorys
Urodził się w rodzinie robotniczej. Skończył 7 klas, od 1938 wraz z rodziną mieszkał w Kanaszu, gdzie pracował jako tokarz. Od maja 1942 służył w Armii Czerwonej, od lipca 1942 uczestniczył w wojnie z Niemcami. Walczył na Froncie Południowo-Zachodnim i 3 Ukraińskim, w 1943 został członkiem WKP(b). Jako dowódca oddziału kompanii 78 gwardyjskiego pułku piechoty 25 Gwardyjskiej Dywizji Piechoty 6 Armii w stopniu sierżanta gwardii wyróżnił się w walkach o rozszerzenie przyczółka na prawym brzegu Dniepru na północ od Zaporoża. Podczas odpierania kontrataku zadał wrogowi duże straty w ludziach (według oficjalnych informacji ponad 250 żołnierzy i oficerów) i zniszczył pięć stanowisk ogniowych wroga. W 1955 zakończył służbę wojskową w stopniu młodszego porucznika. W 1954 ukończył technikum transportu kolejowego w Ałatyrze, pracował jako tokarz i później dyrektor fabryki wagonów. W Kanaszu jego imieniem nazwano liceum i ulicę.

## Odznaczenia
- Złota Gwiazda Bohatera Związku Radzieckiego (22 lutego 1944)
- Order Lenina (22 lutego 1944)
- Order Czerwonego Sztandaru (1 października 1943)
- Order Wojny Ojczyźnianej II klasy (25 lutego 1944)

I medale.